# Zamek w Sztumie
Zamek w Sztumie – średniowieczny zamek krzyżacki w Sztumie w województwie pomorskim położony nad Jeziorem Sztumskim (Zajezierskim), mieszczący się przy ulicy Galla Anonima. W przeszłości pełnił funkcje siedziby wójta zakonnego, a także rezydencji wielkiego mistrza, dostojników zakonu oraz zakonnych gości. 

## Historia
Zamek zbudowany w stylu gotyckim przez zakon krzyżacki po 1377 roku na planie wielokąta z trzema wieżami. Z początkiem założenia wiąże się fundację fortalicium w Sztumie, której dokonał książę austriacki Albrecht III Długowłosy, po zbrojnej wyprawie u boku Winricha von Kniprode przeciwko pogańskim Żmudzinom i Litwinom w 1377 roku. Zamek budowano od 1380 do początku XV wieku. Zamek był siedzibą wójta krzyżackiego i z uwagi na bliską odległość od Malborka bardzo częstym miejscem wypoczynku Wielkich Mistrzów Krzyżackich. W 1410 po bitwie pod Grunwaldem przejęły go wojska polskie, a następnie odzyskały oddziały krzyżackie pod wodzą Heinricha von Plauena. Wówczas zniszczeniu uległa najwyższa, zachodnia wieża zamku. 

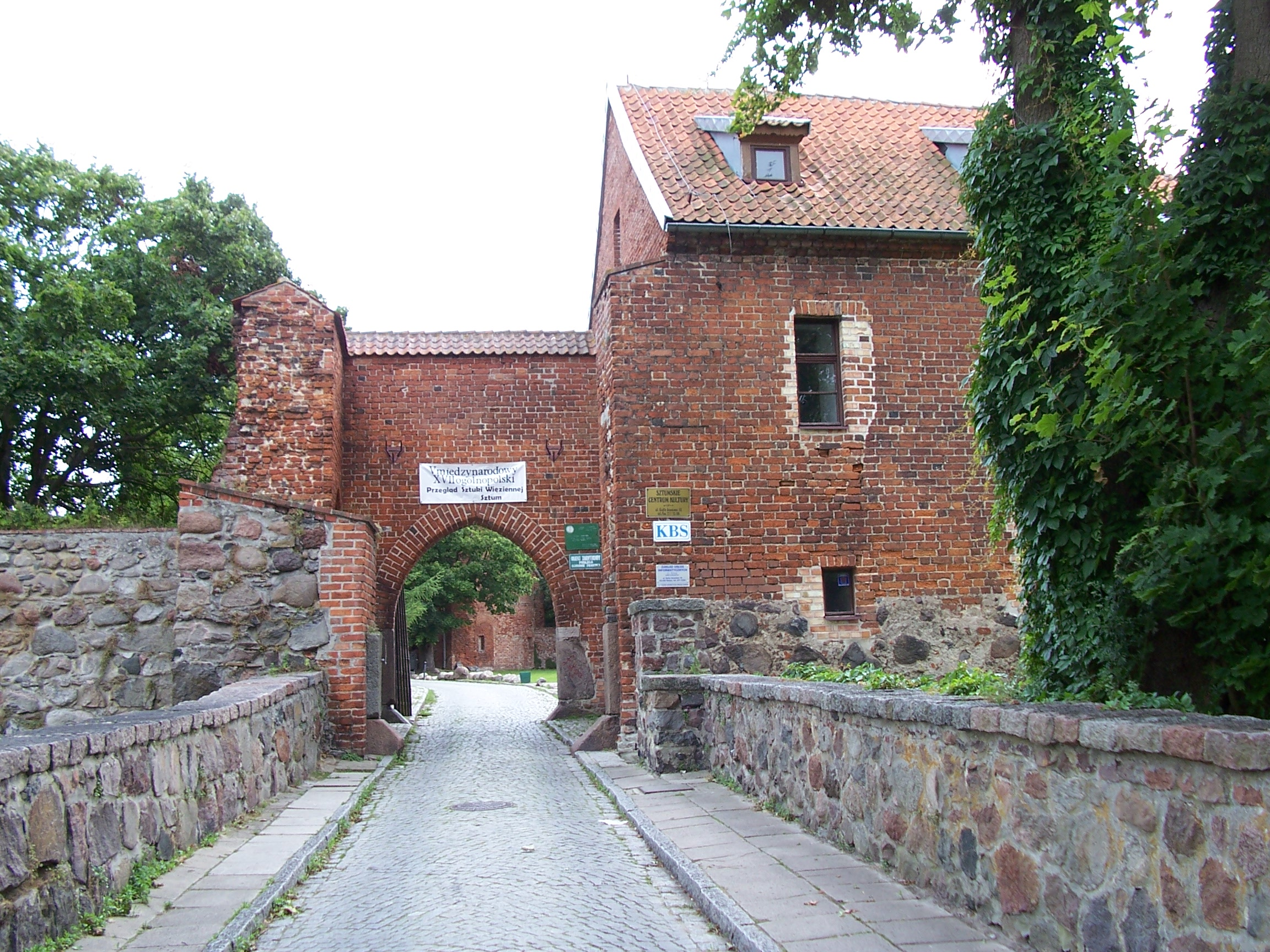
Brama, widok od strony zachodniej

Podczas wojny trzynastoletniej w 1454 roku, sztumski zamek przeszedł w ręce pierwszego starosty, gubernatora Prus Jana Bażyńskiego. Wkrótce jednak wrócił we władanie Krzyżaków. Na mocy II pokoju toruńskiego stał się siedzibą polskich starostów, w latach 1468–1772, wśród których znaleźli się przedstawiciele rodu Bażyńskich, Czemów, Guldensternów i Bielińskich.
W 1506 na zamku w czasie przerwy w podróży przebywał Mikołaj Kopernik, a w 1512 roku odnotowano jego dłuższy pobyt podczas spotkania jego wuja Łukasza Watzenrode z posłami z Gdańska.
Zamek był zdobywany i okupowany podczas wojen polsko-szwedzkich w XVII wieku. Miał być schronieniem dla Gustawa II Adolfa po zwycięskiej dla Polski bitwy pod Trzcianą, a po rozejmie w Starym Targu tymczasowo trafił pod zarząd elektora brandenburskiego Jerzego Wilhelma. Licznych zniszczeń i grabieży dokonano podczas potopu szwedzkiego w latach 1655–1660. Mimo napraw prowadzonych przez siedemnastowiecznych starostów z rodziny Guldensternów, zamek zdobyty przez Szwedów po raz trzeci w 1703 roku, ulegał postępującej dewastacji.

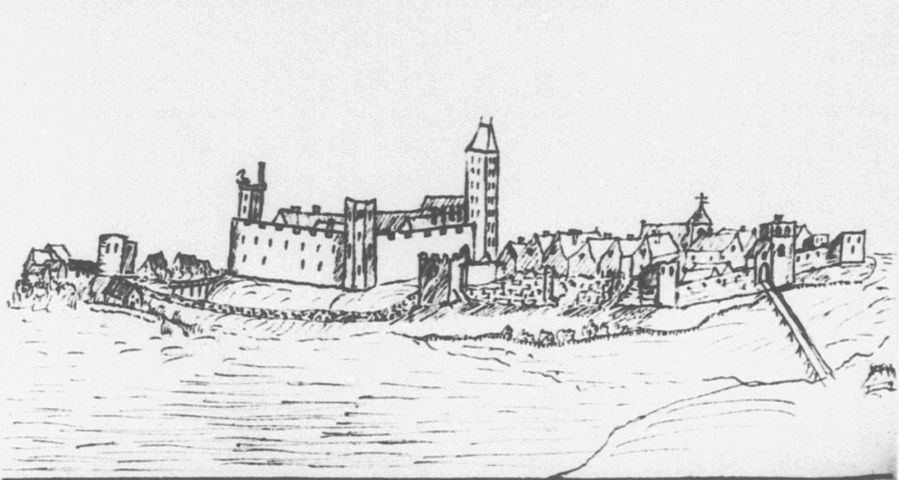
Widok na Sztum, 1749

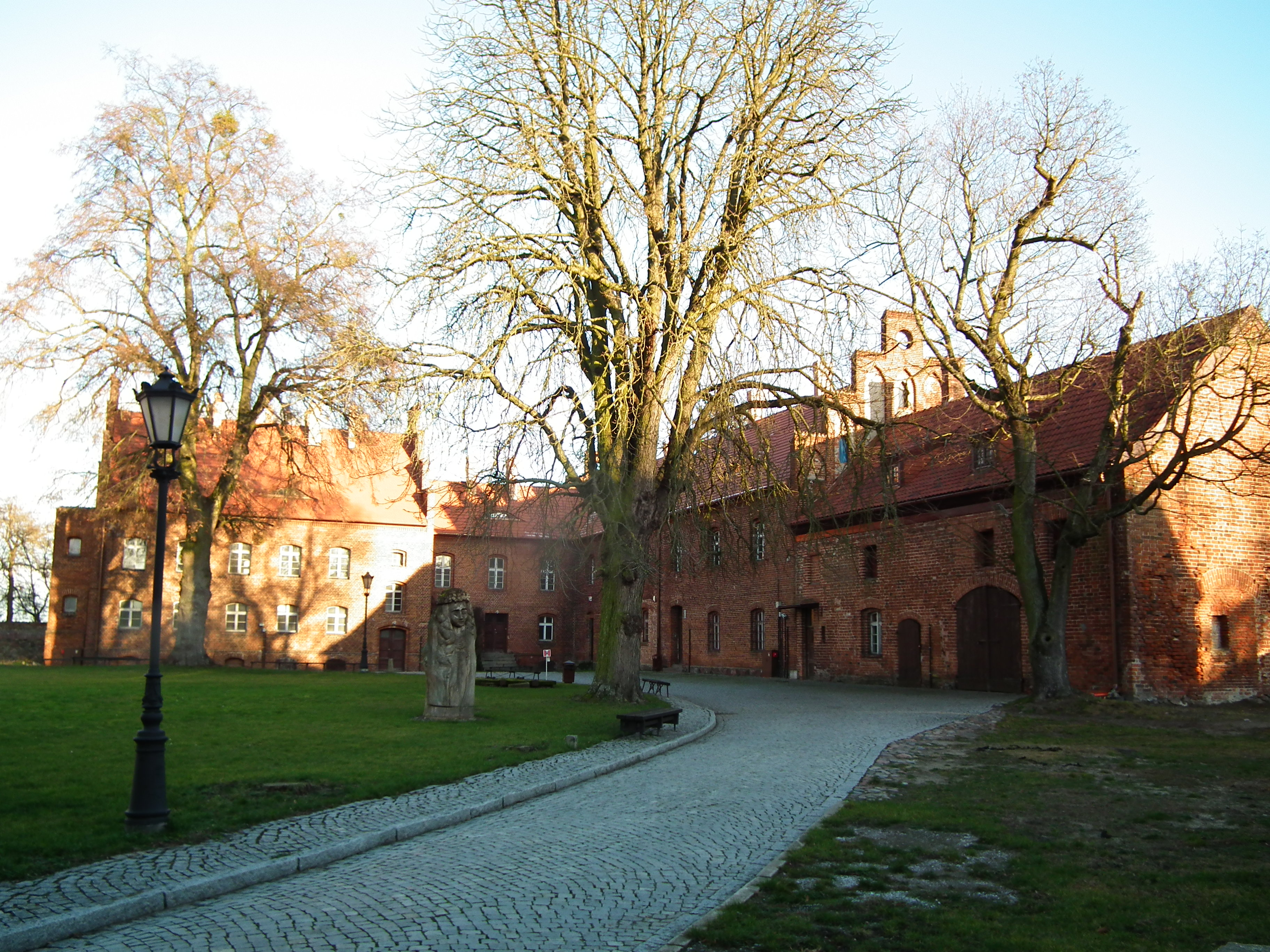
Dziedziniec, widok na skrzydła południowe i wschodnie

W 1772 roku, w wyniku I rozbioru Polski, zamek przeszedł pod panowanie pruskie. Został wówczas częściowo rozebrany i zaadaptowany przez władze pruskie na siedzibę Zarządu Dóbr Skarbowych. W końcu XVIII i w XIX wieku rozebrano m.in. wieżę w narożu północno-wschodnim, część skrzydła wschodniego z dawnym domem wielkich mistrzów, budynki gospodarcze, skrzydło zachodnie, część murów wieży bramnej i bramy wjazdowej. Osuszono i zagospodarowano tereny dawnej fosy otaczającej zamek. Przebudowano skrzydło południowe na potrzeby intendentury i siedziby sądu. W 1824 roku sąd przeniesiono do skrzydła wschodniego. 
Od lat sześćdziesiątych XIX wieku zamek stał się przedmiotem badań architektonicznych, na podstawie których powstały pierwsze opracowania. W drugiej połowie lat sześćdziesiątych XIX wieku przebudowie uległo skrzydło południowe, a w północno-wschodniej części zamku wzniesiono budynki dla sądu, prokuratury, więzienia i mieszkań urzędników. Elewacjom skrzydła wschodniego nadano neogotyckie formy. Na przełomie XIX i XX wieku powstał wolnostojący dom mieszkalny dla kierownictwa i pracowników sądu, a w skrzydle południowym zamku umieszczono przytułek dla sierot fundacji Kalksteina, prowadzony przez siostry Katarzynki z Braniewa.

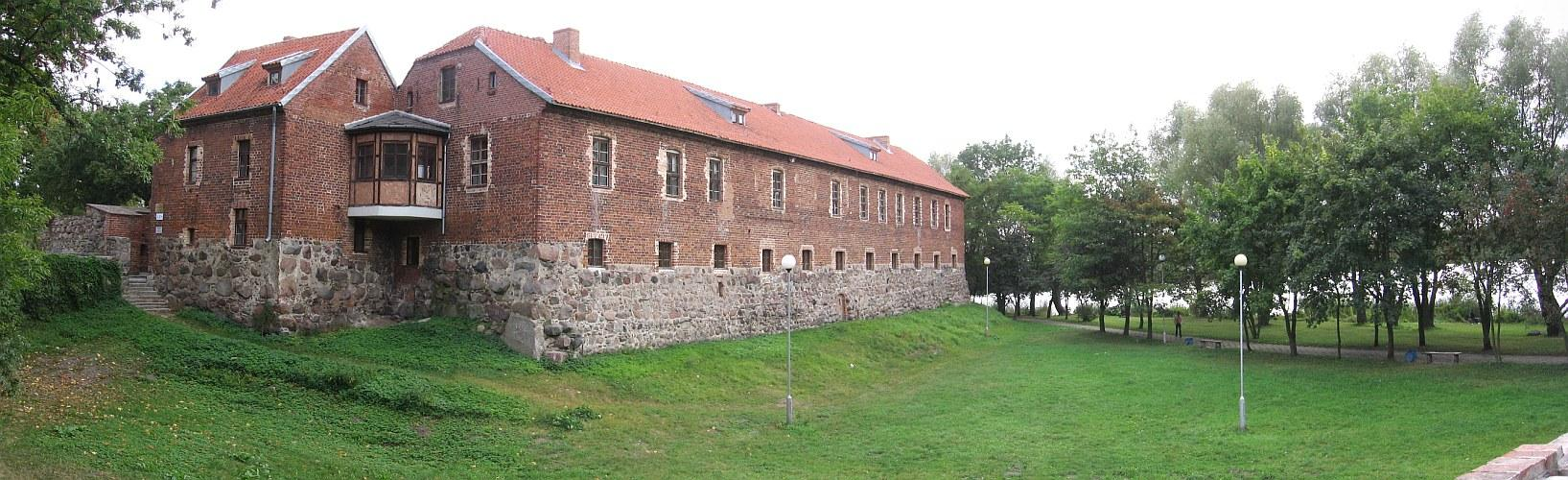
Skrzydło południowe i budynek bramny zamku

Po II wojnie na zamku znajdował się sąd powiatowy i prokuratura. Od początku lat siedemdziesiątych funkcjonowało tu Muzeum Powiśla, a w latach dziewięćdziesiątych Sztumskie Centrum Kultury. Na przełomie 2017 i 2018 zamek w Sztumie stał się siedzibą oddziału Muzeum Zamkowego w Malborku.

## Galeria

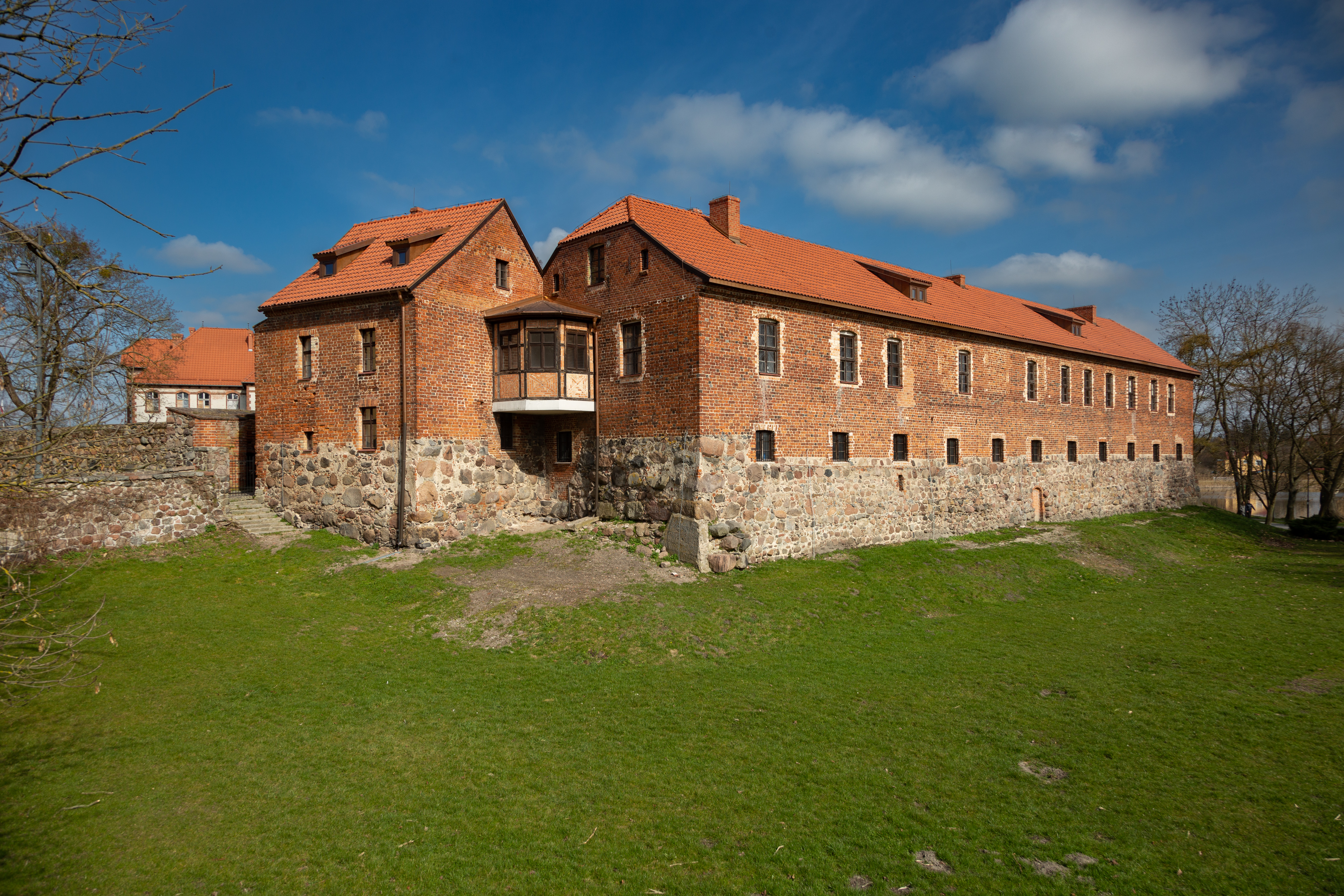
Widok zamku od strony południowo-zachodniej
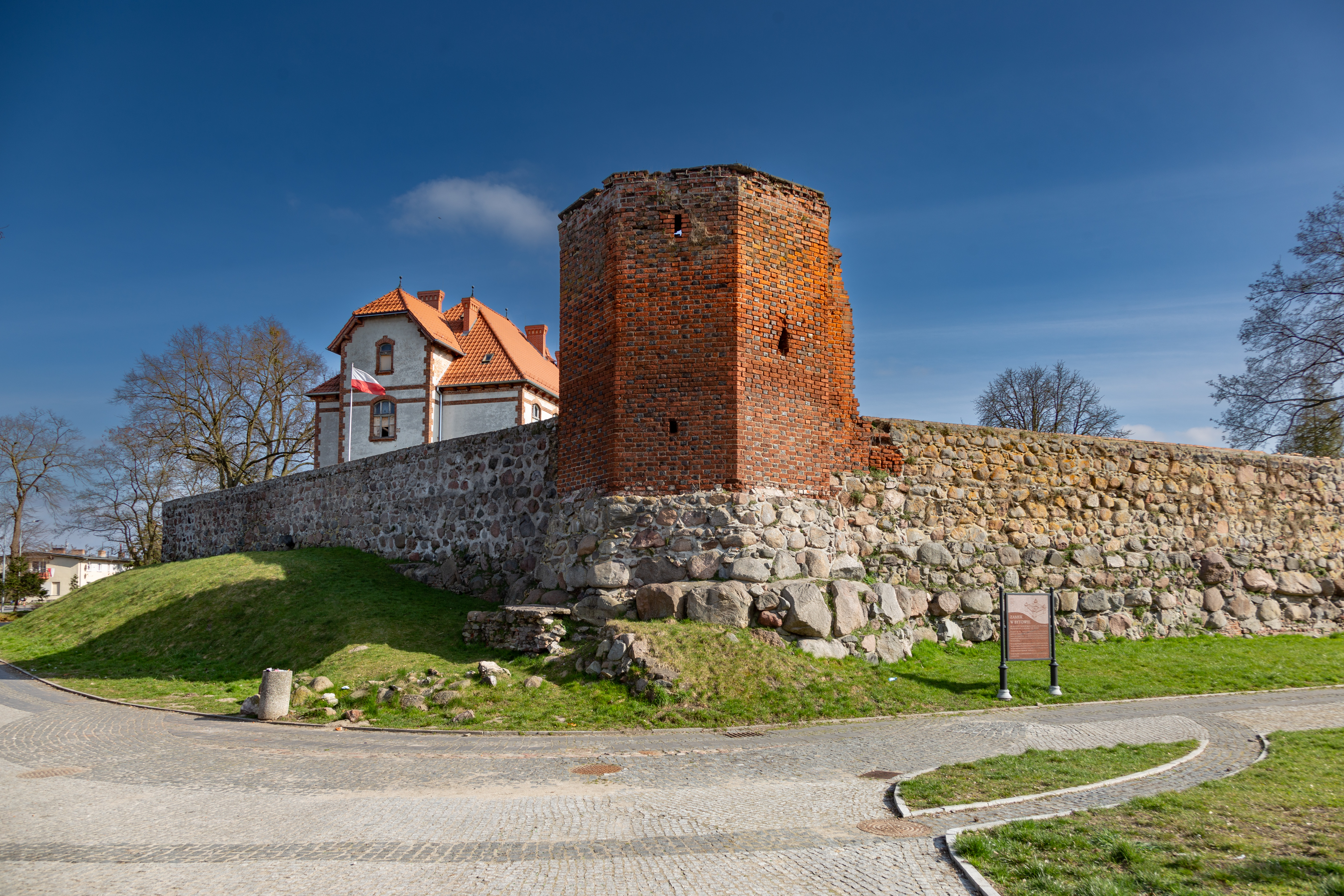
Baszta w narożniku północno-zachodnim, tzw. wieża więzienna
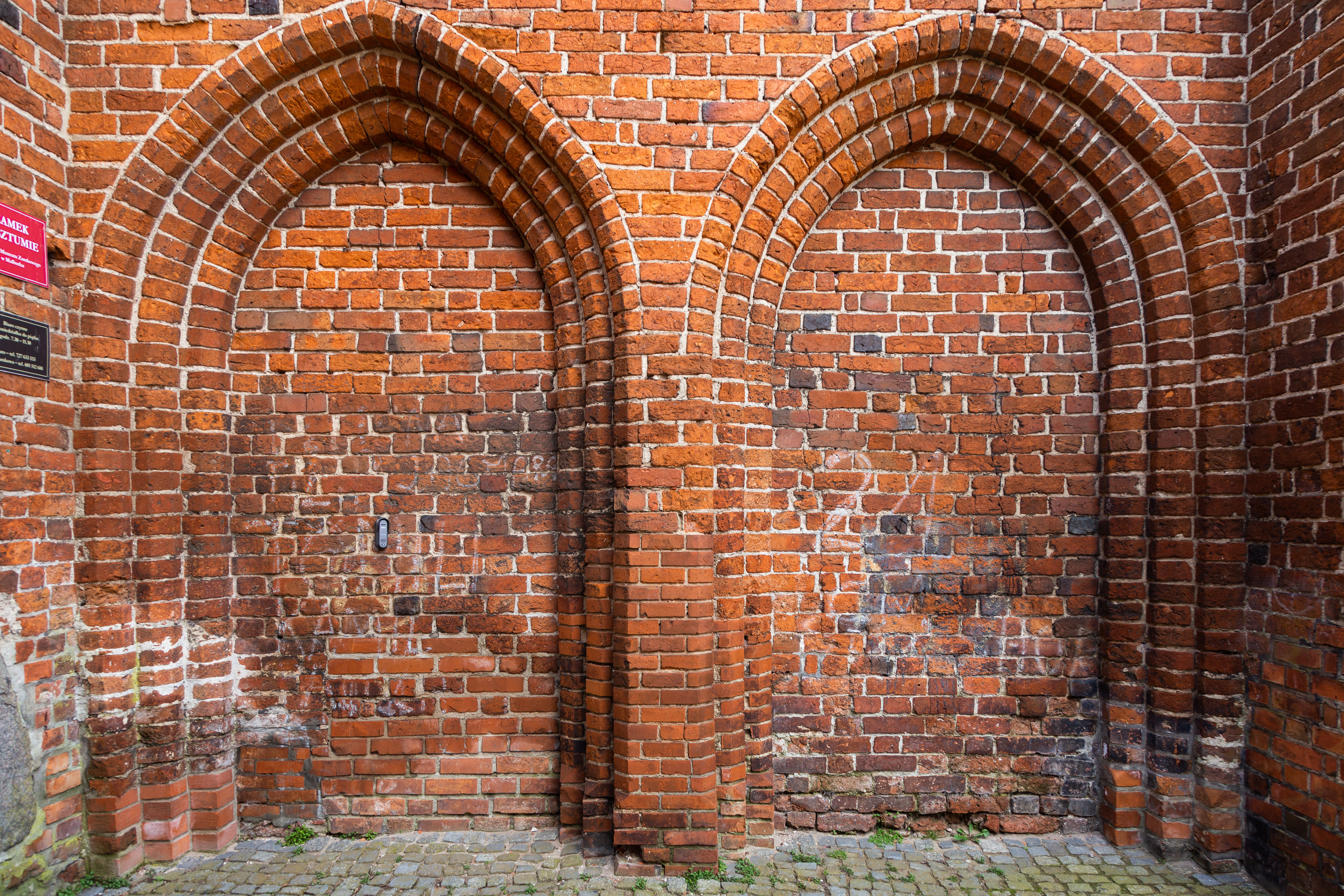
Ostrołukowe wnęki w przyziemiu przejazdu bramnego